# 消逝的光芒2 人與仁之戰
《消逝的光芒2 坚守人性》（香港和台湾旧译，中国大陆旧译）是一款生存恐怖動作角色扮演遊戲，由Techland開發與發行。本作爲2015年《消逝的光芒》之續作，最初預計於2020年春季發售，但後來開發商Techland宣布延後上市，在2021年3月釋出的關於遊戲進展影片中宣布本作將於2021年發售，但此后二度跳票。本作支援了繁體中文、簡體中文字幕和中文配音。中文版標題譯名初推出時名為《垂死之光2 堅守人性》，及後開發商統一譯名為《消逝的光芒2 人與仁之戰》。
2021年5月27日，Techland在直播活動中宣布遊戲將於2021年12月7日在PlayStation 4、PlayStation 5、Xbox One、Xbox Series X/S以及Microsoft Windows平台上發售。然而9月14日，Techland宣布遊戲將延期至2022年2月4日推出。
2021年9月24日，Techland在「Nintendo Direct 2021.9.24」直播節目中宣布將在任天堂Switch上推出雲端版本。
在消逝的光芒系列的十周年之际，Techland在公告中公布了本作新的中文标题《消逝的光芒2 坚守人性》。

## 故事
本作時間線接續在前作之後。哈蘭市的事件以全市居民被宣告死亡做結，國際救援組織「全球救援計劃」（Global Relief Effort，簡稱GRE）經過人員的努力成功研發出了喪屍病毒的解藥，成功解除了全球危機。儘管承諾銷毀所有病毒，但是基於軍事目的，GRE私下偷偷保存了喪屍病毒的樣本並深入研究，試圖將其武器化。2021年，因為一次實驗室意外，變種喪屍病毒外洩，原本的解藥與疫苗皆已無用，喪屍病毒迅速席捲全球，人類文明徹底毀滅，僅有少數倖存人口分散在各大定居點，抱團求生。
在末日之後的荒野中，出現了一群被稱為漂泊者的特殊群體，他們在各大定居點之間遊走，傳遞物資與消息，勉強維繫著人類社會的基本結構。西元2036年，漂泊者「艾登」與同行「史派克」正結伴前往一個名為「舊維也多」的城市。艾登為了尋找童年失散的妹妹「米婭」而成為了一名漂泊者，根據他多年收集的線索，舊維也多可能是有米婭最後一個有出現紀錄的地方。在與需要先前往別處送信的史派克道別後，艾登潛入了舊維也多的地下管道準備與線人見面，卻遭到了特殊變異喪屍「夜行者」的襲擊，儘管線人及時趕到驅散了夜行者，但是艾登已經遭到夜行者啃噬，感染了病毒，暈了過去。不知過了多久，艾登在地下管道的某處隔間緩緩醒來，映入眼簾的是正在被一群暴徒圍毆的線人。在勉力打贏了暴徒之後，一個名為「華爾茲」的神祕男子出現在外面，並試圖闖入兩人所在的隔間。線人將艾登送進了通風口，交給了他一把「GRE通行鑰匙」，並囑咐他絕對不能讓密匙落入華爾茲的手上。在線人的掩護下，艾登成功從通風管逃離，進入了舊維也多的舊城區，但是入侵其體內的喪屍病毒也開始發作，艾登迅速失去了意識。
舊維也多的居民把闖入的艾登當成被喪屍攻擊而從外面闖入的入侵者，準備將其處死之際，一個當地傭兵「哈孔」因為看出了艾登漂泊者的身分而出面保下了他。由於維也多的喪屍病毒比外界有更大的變異，已經可以經由空氣少量傳播，所有人都是感染者，因此所有舊維也多的居民都需要配戴名為「生化檢測儀」的手環，隨時檢測自己的感染程度，以便適時的服用抑制劑與照射紫外線來降低病毒活性。
安頓下來的艾登發現舊維也多的情況遠比想像中複雜，維和者、生存者、變節者，還有疑似GRE殘存人員的神祕存在，為了找尋妹妹的下落，艾登被迫捲入了舊維也多的鬥爭漩渦當中，深埋在這座城市之下的秘密正一點一點地被揭開，這場尋親之路的進程也迅脫離了艾登的掌控。

## 主要人物
艾登
漂泊者，為了尋找妹妹而來到維勒多。
半感染者，不能在黑暗裡待太久和不能接觸到THV液體或氣體，要吸取抵抗霧或暴露在紫光燈下
童年時因病毒爆發和X13實驗室著火，艾登因逃散所以與相依為命的妹妹分離。成為漂泊者之後，艾登四處收集了大量資料，結合自己的記憶推斷出舊維也多可能是GRE的一個主要後送據點，或許可以找到更多有關妹妹下落的資料。
哈空
舊維也多市居民，前雇傭兵，夜跑者其中一員
因為某些事件導致哈孔打算離開舊維也多，但是又擔心無法在荒野生存，因此救下了身為漂泊者的艾登，希望艾登準備離開舊維也多時能帶上他。
遊戲前期為艾登的導師，教了他一些跑酷技巧，幫他獲得了生物標記手帶和抑製劑。
米婭
艾登的妹妹（繼妹），小時候跟艾登在華爾滋的x13實驗室裡跟著一群小朋友成長並且被當作實驗品使用，華爾滋不是想去研發治癒THV病毒的解藥，而是研發米婭的治癒方法，去華爾滋是米婭的爸爸，艾登以為自己是米婭的親哥哥但是艾登卻是華爾滋的養子。
當設施的一部分突然起火時，艾登和米婭分開了，在過去的 15 年裡，華爾茲依然繼續研究為他的女兒尋找治療方法，而艾登的記憶也因此變得混亂，導致他相信米婭是他的妹妹。

## 遊玩方式
《消逝的光芒2 坚守人性》延續前作之第一人稱末日喪屍主題。遊戲的新主角艾登·克拉德威爾（Aiden Caldwell）具備跑酷技能，能夠攀登壁架、高空跳落，在都市環境中快速穿行。艾登也會利用喪屍緩衝其墜落。遊戲亦有提供滑翔傘和抓鉤等工具進一步幫助旅行。戰鬥主要使用近戰武器，武器受耐久度限制。游戏中的钩爪不同于前作的钩爪，本作的钩爪将受到弱化和更真实的影响。主角受喪屍病毒感染，由此獲得部分超人能力。與前作相同的是，喪屍在日間行動較爲遲緩，夜間明顯更爲激進。
遊戲設定在名為「都市」（The City）的西方都市，範圍比前作大達4倍，玩家可以自由探索。城市分為七個各有地標和特色的區域，各區擁有不同資源和材料，可供玩家製作武器和用品。遊戲設定有多個陣營及聚居點；玩家的選擇將產生截然不同的劇情發展：有些陣營可能發展壯大，有些地區可能被徹底毀滅。玩家需要通關多次才能完全體會劇情。
遊戲另外具有四人合作模式。

## 備註
1. ↑  原本的編劇克里斯·阿維隆（英语：Chris Avellone）由於性騷擾問題，開發商Techland決定中止合作。而曾在Techland工作22年、擔任本作編劇的Pawel Selinger於2021年1月離職。

## 外部連結
- 官方网站（繁體中文）（简体中文）（英文）